# Brasão de Mombaça (Ceará)
O brasão de armas de Mombaça (Ceará) é um dos símbolos oficiais do município de Mombaça (Ceará), Estado do Ceará, Brasil.
Foi criado por meio da Lei nº 691/2013, de 20 de fevereiro de 2013 e sancionada pelo prefeito Ecildo Evangelista Filho. O brasão de armas do município de foi aprovado por unanimidade pela Câmara Municipal de Mombaça em sessão ordinária realizada no dia 16 de fevereiro de 2013.